# Simone Fedi
Simone Fedi er en italiensk dj og producer, der havde sin musikalske debut som sanger i bandet Flake.